# Europese kampioenschappen inlineskaten 2015
De Europese kampioenschappen inline-skaten 2015 werden van 20 tot en met 26 juli gehouden in Wörgl en Innsbruck, Oostenrijk. Het was de zevenentwintigste editie van het Europees kampioenschap sinds de invoering van de inline-skates. Het EK op de baan vond van 20 t/m 23 juli plaats, het EK op de weg volgde op 24 t/m 26 juli en het kampioenschap werd afgesloten met een marathon op 26 juli. Tegelijk met het hoofdtoernooi (senioren) vonden ook de kampioenschappen plaats voor junioren-A (onder de 19) en junioren-B (onder de 17).
Vanwege het weer werd het oorspronkelijke tijdschema omgegooid en sommige onderdelen ingekort door de voorrondes gelijk de finale te maken. Het wegparcours was uitgezet op het parkeerterrein van het Olympia Eisstadion en was omstreden vanwege de korte lengte (275 meter, waar 400 meter het minimum is) en de krappe bochten.

## Medailleverdeling

### Mannen
| Piste                      | Piste             | Piste            | Piste             |
| Afstand                    | Goud ·            | Zilver ·         | Brons ·           |
| -------------------------- | ----------------- | ---------------- | ----------------- |
| 300m Tijdrit               | Simon Albrecht    | Darren de Souza  | Ronald Mulder     |
| 500m Sprint                | Elton de Souza    | Andrea Angeletti | Darren de Souza   |
| 1000m Sprint               | Bart Swings       | Alexis Contin    | Gwendal Le Pivert |
| 10.000m Punten-/afvalkoers | Bart Swings       | Alexis Contin    | Livio Wenger      |
| 15.000m Afvalkoers         | Alexis Contin     | Bart Swings      | Elton de Souza    |
| 3000m Aflossing            | Frankrijk         | Italië           | België            |
| Weg                        |                   |                  |                   |
| Afstand                    | Goud ·            | Zilver ·         | Brons ·           |
| 200m Tijdrit               | Simon Albrecht    | Ronald Mulder    | Elton de Souza    |
| 500m Sprint                | Gwendal Le Pivert | Andrea Angeletti | Danny Sargoni     |
| 10.000m Puntenkoers        | Fabio Francolini  | Bart Swings      | Patxi Peula       |
| 20.000m Afvalkoers         | Fabio Francolini  | Bart Swings      | Elton de Souza    |
| 5000m Aflossing            | Italië            | Frankrijk        | Nederland         |
|                            |                   |                  |                   |
| Marathon                   | Bart Swings       | Ewen Fernandez   | Nolan Beddiaf     |

### Vrouwen
| Piste                      | Piste                  | Piste             | Piste                  |
| Afstand                    | Goud ·                 | Zilver ·          | Brons ·                |
| -------------------------- | ---------------------- | ----------------- | ---------------------- |
| 300m Tijdrit               | Vanessa Bittner        | Erika Zanetti     | Sandrine Tas           |
| 500m Sprint                | Vanessa Bittner        | Laethisia Schimek | Erika Zanetti          |
| 1000m Sprint               | Vanessa Bittner        | Sandrine Tas      | Francesca Lollobrigida |
| 10.000m Punten-/afvalkoers | Francesca Lollobrigida | Sandrine Tas      | Manon Kamminga         |
| 15.000m Afvalkoers         | Francesca Lollobrigida | Manon Kamminga    | Sandrine Tas           |
| 3000m Aflossing            | Italië                 | Duitsland         | Nederland              |
| Weg                        |                        |                   |                        |
| Afstand                    | Goud ·                 | Zilver ·          | Brons ·                |
| 200m Tijdrit               | Vanessa Bittner        | Giulia Bongiorno  | Erika Zanetti          |
| 500m Sprint                | Vanessa Bittner        | Erika Zanetti     | Giulia Bongiorno       |
| 10.000m Puntenkoers        | Francesca Lollobrigida | Manon Kamminga    | Sandrine Tas           |
| 20.000m Afvalkoers         | Francesca Lollobrigida | Manon Kamminga    | Sandrine Tas           |
| 5000m Aflossing            | Italië                 | Duitsland         | Nederland              |
|                            |                        |                   |                        |
| Marathon                   | Francesca Lollobrigida | Manon Kamminga    | Sandrine Tas           |

### Medaillespiegel
Dit is de medaillespiegel van de wedstrijden van het hoofdtoernooi (senioren).
| Plaats | Land        | Goud | Zilver | Brons | Totaal |
| 1      | Italië      | 10   | 6      | 5     | 21     |
| 2      | Oostenrijk  | 5    | 0      | 0     | 5      |
| 3      | Frankrijk   | 4    | 5      | 6     | 15     |
| 4      | België      | 3    | 5      | 6     | 14     |
| 5      | Duitsland   | 2    | 3      | 0     | 5      |
| 6      | Nederland   | 0    | 5      | 5     | 10     |
| 7      | Spanje      | 0    | 0      | 1     | 1      |
| 7      | Zwitserland | 0    | 0      | 1     | 1      |
| Totaal | Totaal      | 24   | 24     | 24    | 72     |

Pico 1989 · 
Inzell 1990 · 
Pineto 1991 · 
Acireale 1992 · 
Valence d'Agen 1993 · 
Pamplona 1994 · 
Praia da Vitória 1995 · 
Saint-Brieuc 1996 · 
Roseto 1997 · 
Coulaines 1998 · 
Zandvoorde 1999 · 
Latina 2000 · 
Paços de Ferreira 2001 · 
Valence d'Agen 2002 · 
Padua 2003 · 
Heerde/Groningen 2004 · 
Juterborg 2005 · 
Cassano d'Adda 2006 · 
Oporto 2007 · 
Gera 2008 · 
Oostende 2009 · 
San Benedetto del Tronto 2010 ·
Heerde/Zwolle 2011 · 
Szeged 2012 · 
Almere 2013 · 
Geisingen 2014 · 
Wörgl/Innsbruck 2015 ·
Heerde/Steenwijk 2016 · 
Lagos 2017 · 
Oostende 2018 · 
Pamplona 2019 · 
Canelas 2021 · 
L'Aquila 2022 · 
Valence d'Agen 2023 · 
Oostende 2024